# Drue Tranquill
Anthony Drue Tranquill (Fort Wayne, Indiana, 15 de agosto de 1995) más conocido como Drue Tranquill, es un jugador profesional estadounidense de fútbol americano que se desempeña en la posición de linebacker en Kansas City Chiefs, equipo de la National Football League (NFL).

## Carrera
Fue seleccionado en la cuarta ronda en la Reunión Anual de Selección de Jugadores de la NFL de 2019. Hizo su debut profesional con el equipo Los Angeles Chargers, en el cual jugó cuatro temporadas (2019-2023), luego pasó a Kansas City Chiefs, donde lleva jugando una temporada.